# Бабошкино
Бабо́шкино (Бабо́шка; устар.: Бобошино, Бабошино, Бабушкино) — озеро на левобережье реки Пехорка, расположено в лесном массиве микрорайона Балашиха-3 города Балашиха Московской области. Является частью Озёрного лесопарка и служит одним из часто посещаемых мест отдыха, в летний период, для жителей микрорайонов Балашиха-2 и Балашиха-3 города Балашиха.

## Описание
Бабошкино — озеро ледникового происхождения, окружённое низинным (эвтрофным) болотом, площадь которого превышает площадь самого озера. Из-за заболоченности, глубина возле берега сразу достигает 1,5 — 2 метра. Высота над уровнем моря — 149,8 м.
Подход к воде есть со всех сторон озера, но со стороны болота сильно осложнён. Для обеспечения более удобного доступа к воде, на южной стороне озера расположен пирс.
Пирс представляет собой несколько скреплённых между собой, посредством металлических балок и швеллеров, понтонов. Поверх понтонов уложен деревянный настил, возвышающийся над поверхностью озера на 1 метр. Сверху пирс напоминает букву «Т» с сильно укороченной «ножкой», которая соединяет берег озера и основной настил. Она немного расширяется от берега к основному настилу, а её длина равна 10 метрам. Основной настил является прямоугольником со сторонами 47 и 10 метров (большая сторона параллельна берегу). Для плавного спуска в воду и подъёма обратно на настил, установлены лесенки. На противоположных сторонах основного настила, расположены раздевалки.
Помимо пирса, на южном берегу озера расположен пляж с травяным и песчаным покрытиями.
Глубина озера у пирса превышает 3 метра, а отдыхающими нередко нарушаются правила безопасности и поведения на водоёмах, что приводит к несчастным случаям. Для этого на берегу озера организован спасательный и медицинский пост. Он укомплектован новейшими техническими средствами и в кратчайшее время готов оказать помощь.

## История
Озеро не всегда носило своё современное название. На картах XVIII — начала XX веков озеро обозначено, как Бобошино. На карте функционального зонирования Балашихинского района за 1966 год озеро называется Бабушкино. И лишь на карте 1968 года озеро обретает название «Бабошкино».
Раньше из озера вытекал Козловский ручей. Ныне он протекает в подземном коллекторе по территории современного микрорайона Балашиха-3, в нижнем течении, южнее шоссе Энтузиастов, он выходит из коллектора на поверхность перед зданием РГАЗУ, там в русле ручья остался пруд, через который ручей впадает в Пехорку возле пересечения Леоновского шоссе и шоссе Энтузиастов. Этот ручей отображён на картах Подмосквья составленных до 50-х годов XX века. Ручей был заключён в подземный коллектор в процессе застройки микрорайона Балашиха-3 в 1950-х годах, запланированного ещё в 1930-х годах, но прерванного из-за Великой Отечественной войны. Также небольшой участок наземного русла ручья сохранялся до 2011 года в квартале южнее проспекта Ленина, севернее шоссе Энтузиастов, западнее проезда Трудовых Резервов и восточнее Леоновского кладбища, но затем в ходе строительства жилого комплекса «Акварели», это русло было убрано в подземный коллектор. В результате реконструкции коллектора в 2016 году верхняя часть наземного русла ручья южнее шоссе Энтузиастов была заключена в подземный коллектор и на этом месте был устроен паркинг.

## Этимология
Этимология названия восходит корнями к русскому слову баба, бабушка.
В словаре В. Даля слово бабошка означает следующее:
- Бабушка, бабошка ниж. симб. пенз. комок, неразбитый мучной комочек в вареве, крошеное или насученое комочками тесто (лапша) в похлёбку; колобочки, мелкие клейки; бабошки или раскатник пряжут в масле, и едят с мёдом и с маком.
- Бабошка или бабышка кур. булочка, хлебец[11]

Скорее всего, своё название озеро получило за почти правильную круглую форму.

## Фотогалерея
- Вид на озеро со стороны болота
- Вид с высоты на озеро Бабошкино
- Утки на озере Бабошкино
- Речка из оз. Бабошкино в трубе
- Участок речки из оз. Бабошкино
- Пруд у РГАЗУ
- Место, где вода из озера Бабошкино попадала в Пехорку
- Вид на озеро с пирса